# Jaime Silva (polityk)
Jaime de Jesus Lopes Silva (ur. 21 lutego 1954 w Almeidzie) – portugalski ekonomista, urzędnik państwowy i polityk, w latach 2005–2009 minister rolnictwa, rozwoju wsi i rybołówstwa.

## Życiorys
Absolwent ekonomii w Instituto Superior de Economia w Lizbonie. W latach 1977–1994 był urzędnikiem ministerstwa rolnictwa, zajmował się m.in. problematyką wdrażania w Portugalii wspólnej polityki rolnej. Następnie do 2005 zajmował kierownicze stanowisko w Dyrekcji Generalnej ds. Przedsiębiorstw i Przemysłu w strukturze Komisji Europejskiej. W międzyczasie w latach 2001–2002 był też głównym doradcą w stałym przedstawicielstwie Portugalii przy Unii Europejskiej.
W marcu 2005 objął urząd ministra rolnictwa, rozwoju wsi i rybołówstwa w rządzie José Sócratesa; sprawował go do października 2009.